# Бизнес-парк София (станция метро)
Бизнес-парк София — конечная станция 1 линии Софийского метрополитена.

## История
Станция находится на участке из трёх станций примыкания к 1 линии, по открытии стала второй конечной, после открытия станции Аэропорт София 2 апреля 2015 года.

## Пуск
Открыта 8 мая 2015 года.
При открытии возникли проблемы с пропуском пассажиропотока на станцию в час пик, 3 турникета не справлялись, через два дня добавили ещё 2, итого 5 турникетов.